# 喜能会之故真通

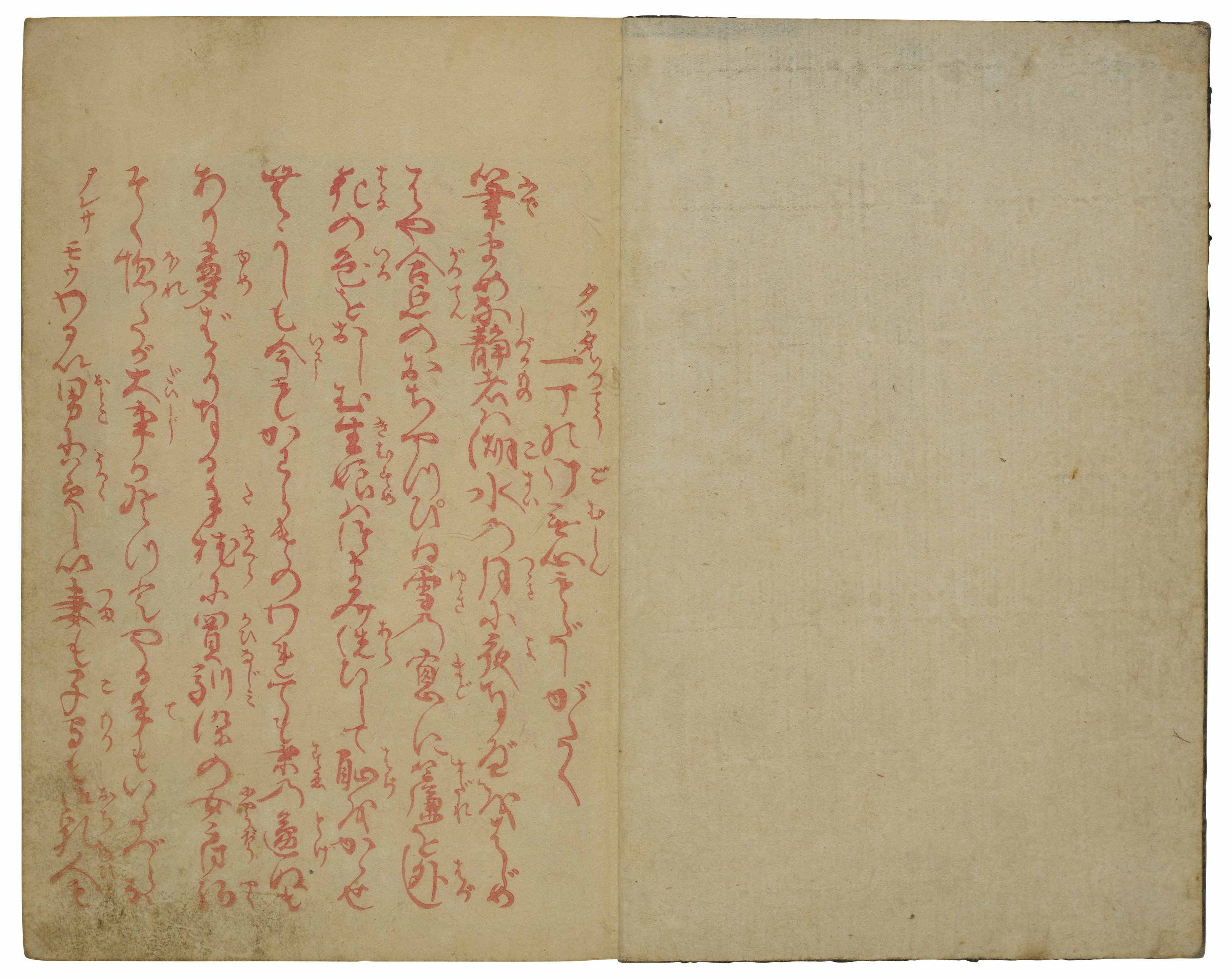
『喜能会之故真通』

『喜能会之故真通』（きのえのこまつ）は、諸説あるが葛飾北斎作とされる春画本。文化11年(1814年)に刊行された春画。署名は紫雲菴鳫高。色摺半紙本三冊から成り、上巻は「喜能會之故真通」、中巻は「甲の小満つ」、下巻は「幾のへのこ満つ」という外題になっている。いずれも「甲の小松」を意味し、正月初子の日に外に出て小松を引いて遊ぶ「子の日遊び」と甲子の夜に大黒天を祭って商売繁盛などを願う甲子待をかけたもの。なお、大野卓の『日本艶本目録』およびそれを引用した岩波書店の『国書総目録』に登場する『喜能會の故事通』（かのえのこじつう）は、本項『喜能会之故真通』の誤字であり、実在しない。
林美一や辻惟雄は、筆致が異なるとして北斎作ではなく、三女のお栄（葛飾応為）か門人渓斎英泉の作であろうという立場を取っている。一方で浅野秀剛は画の緩みや弟子任せの箇所があったとしても部分的であり、北斎構想による高い完成度を示した作品であるとしている。この作品のなかで、2匹の蛸に若い海女が襲われている様子を描いた「蛸と海女」が良く知られており、ポルノグラフィにおける「触手もの」の先駆けとも言われている。林美一は「蛸と海女」について、本書を代表する最高の出色図で、『喜能会之故真通』はこの一図によって永遠に記憶されると評価している。ほとんど全部が画中の登場人物の台詞で構成されているほか、オノマトペが書き入れられているのが本作の特徴で、喜悦の声や局所から出る音がカタカナで記述されている。後の作品である『万福和合神』の主人公「おつび」「おさね」が一部登場している。

## ギャラリー

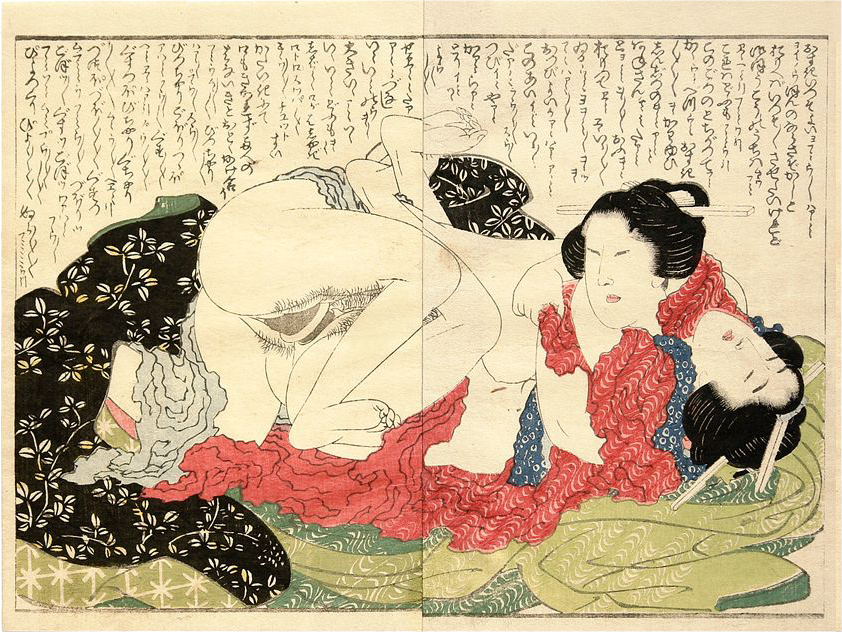
女性同士の性交を描いたページ
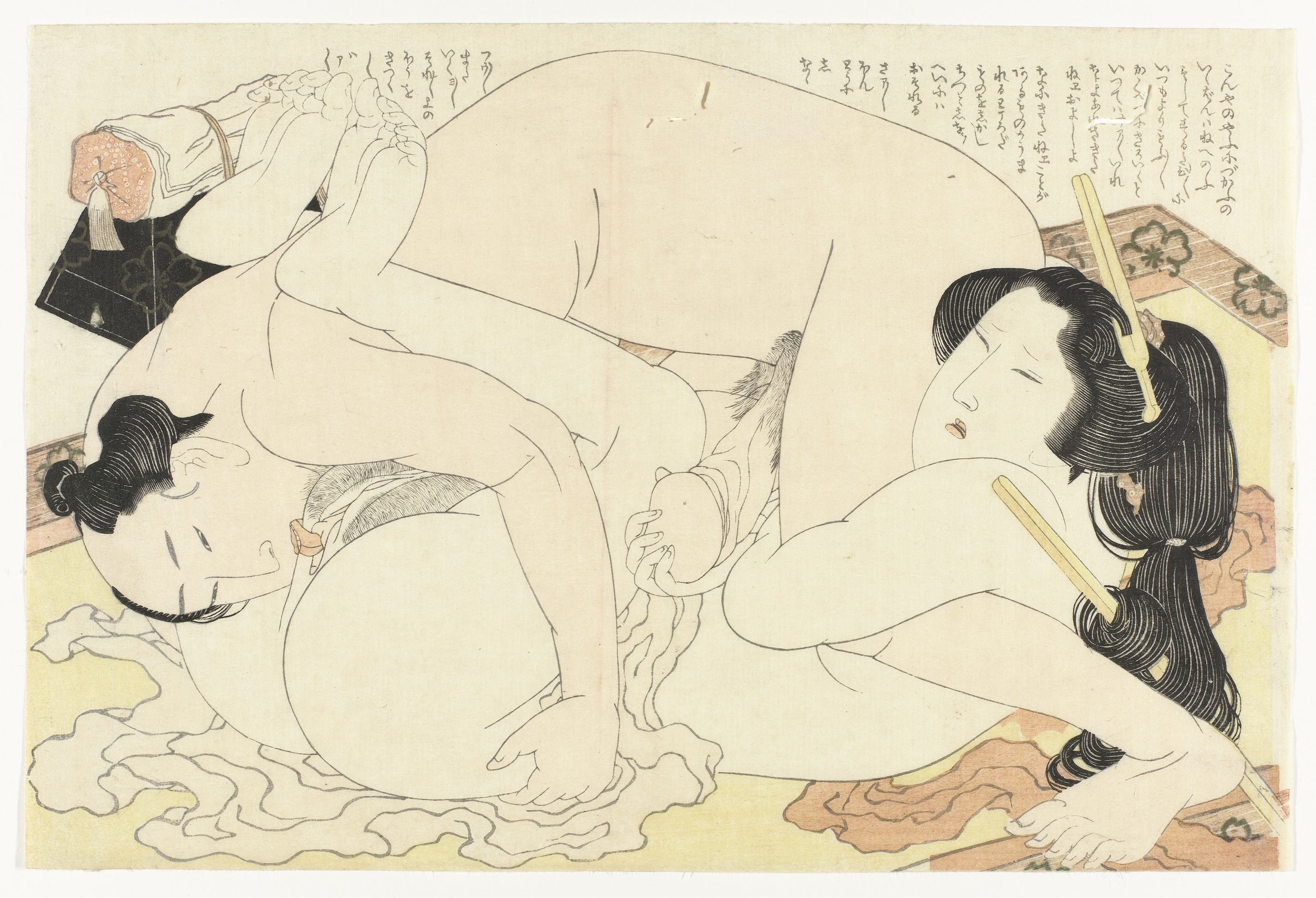
シックスナインを描いたページ
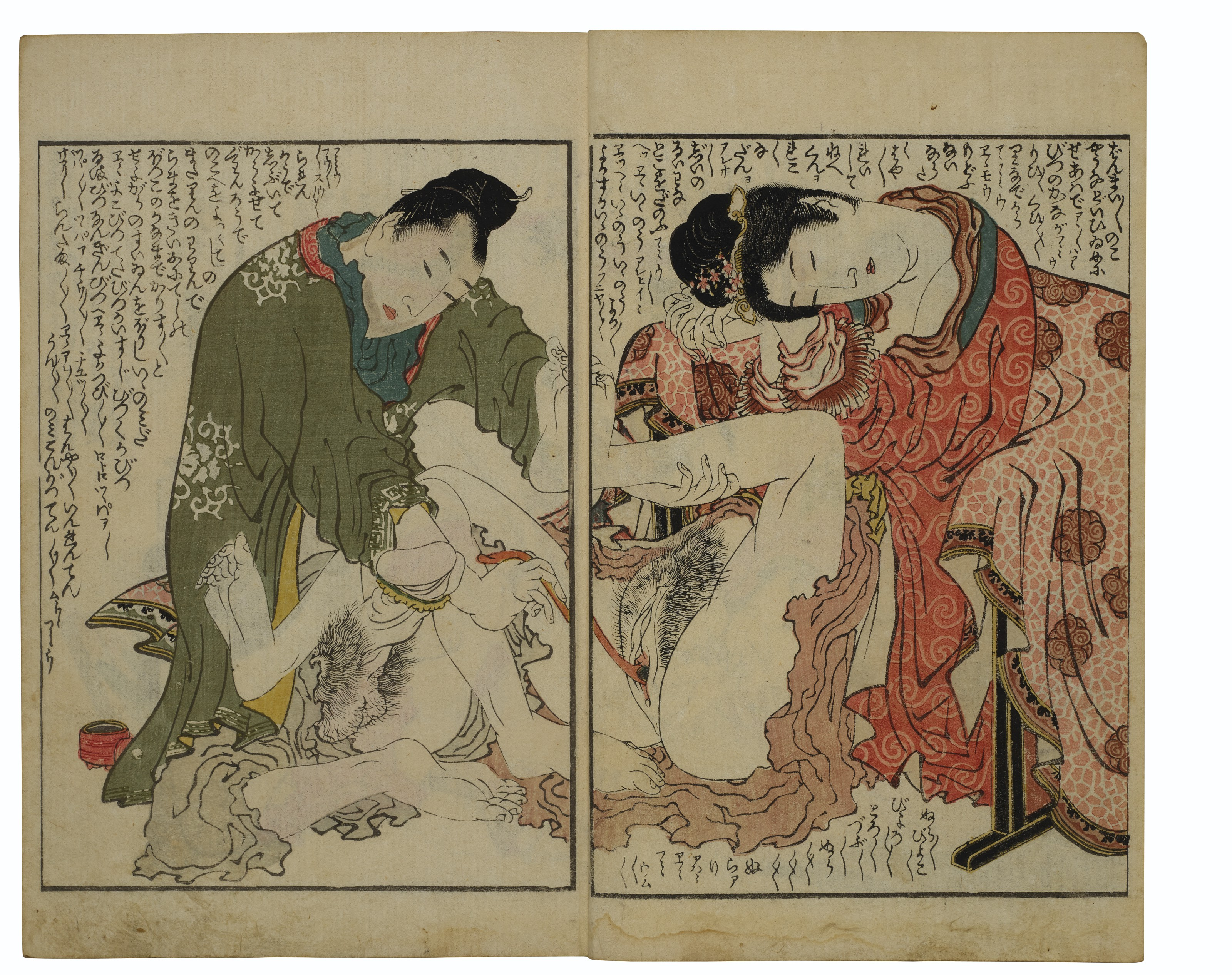
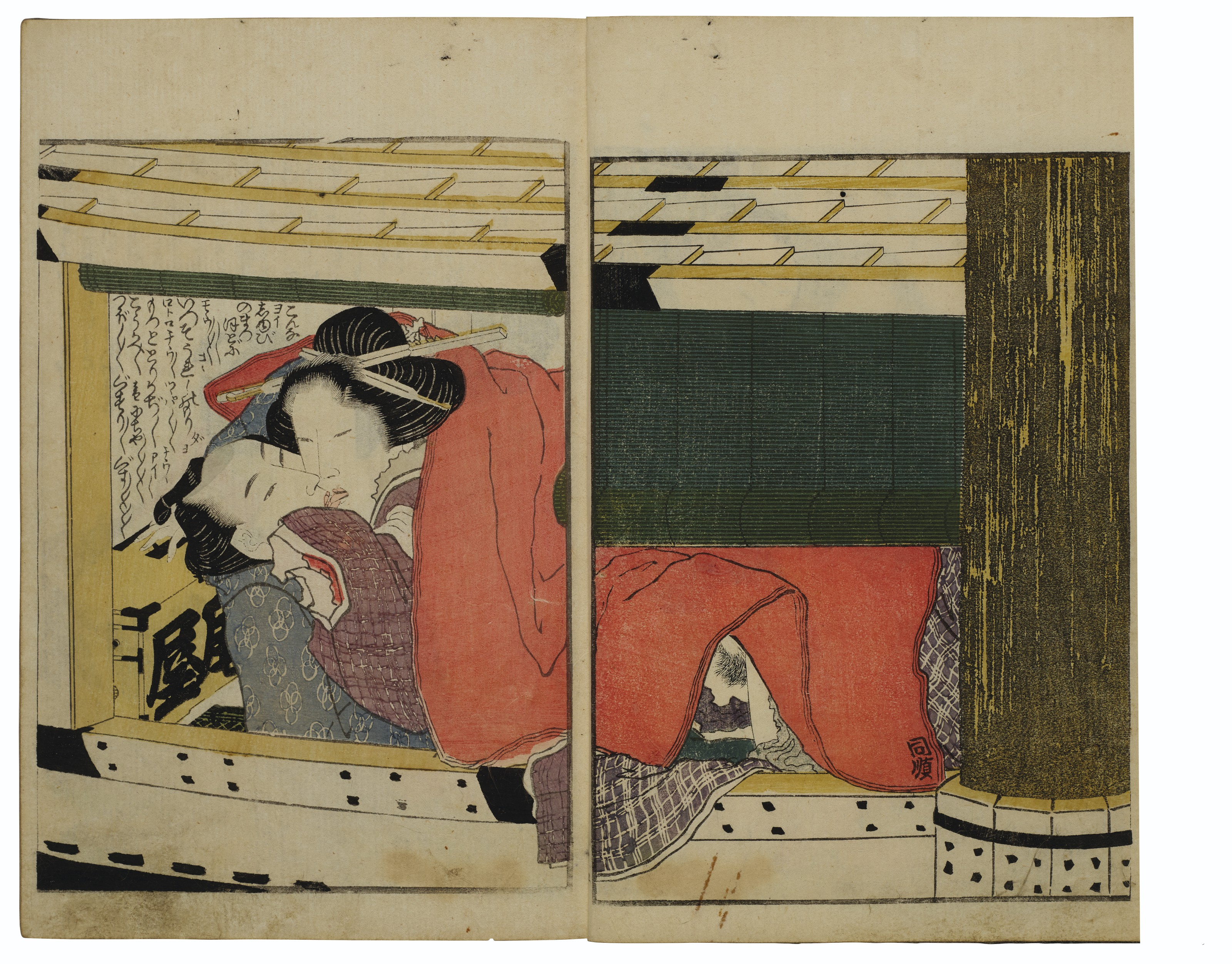
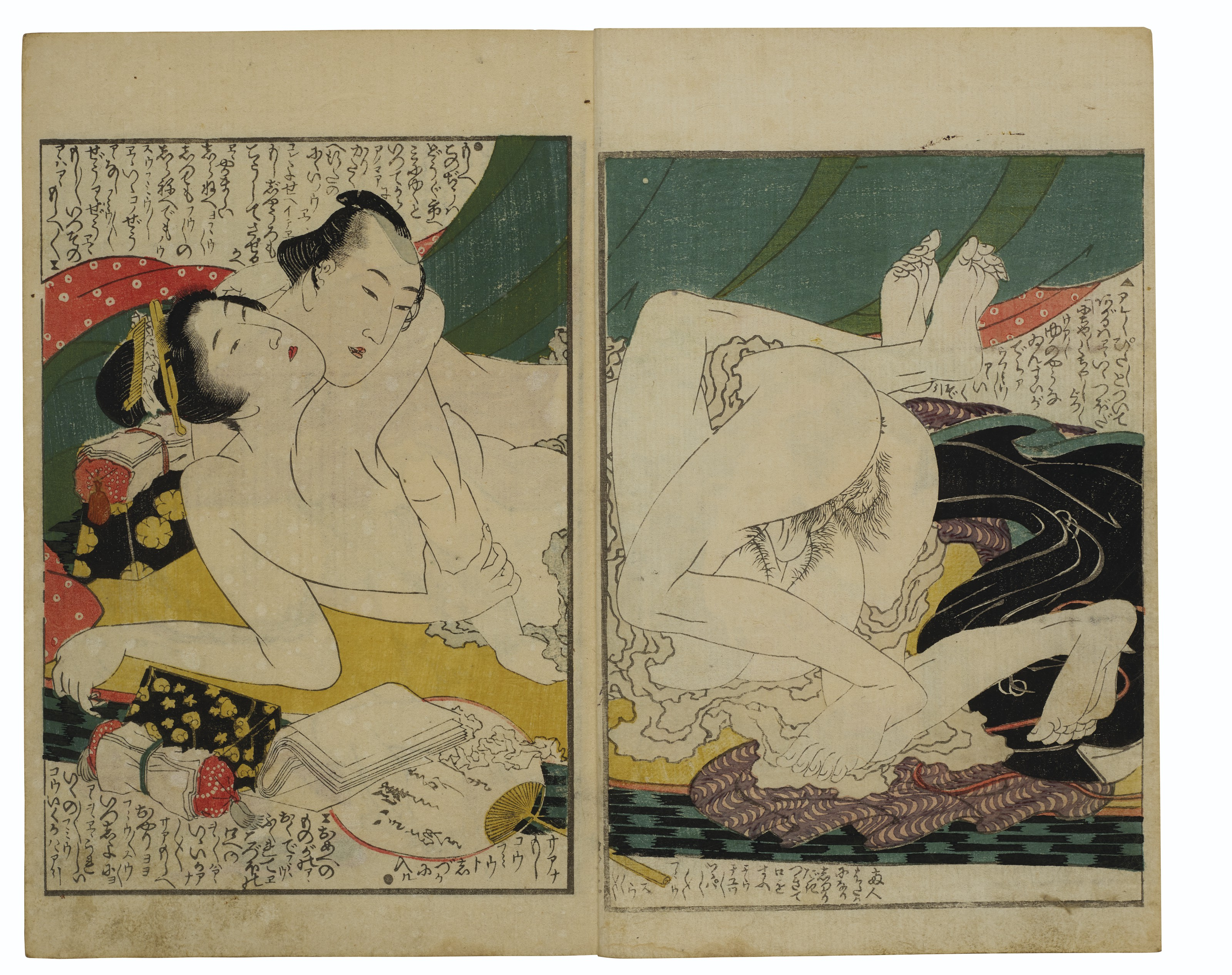
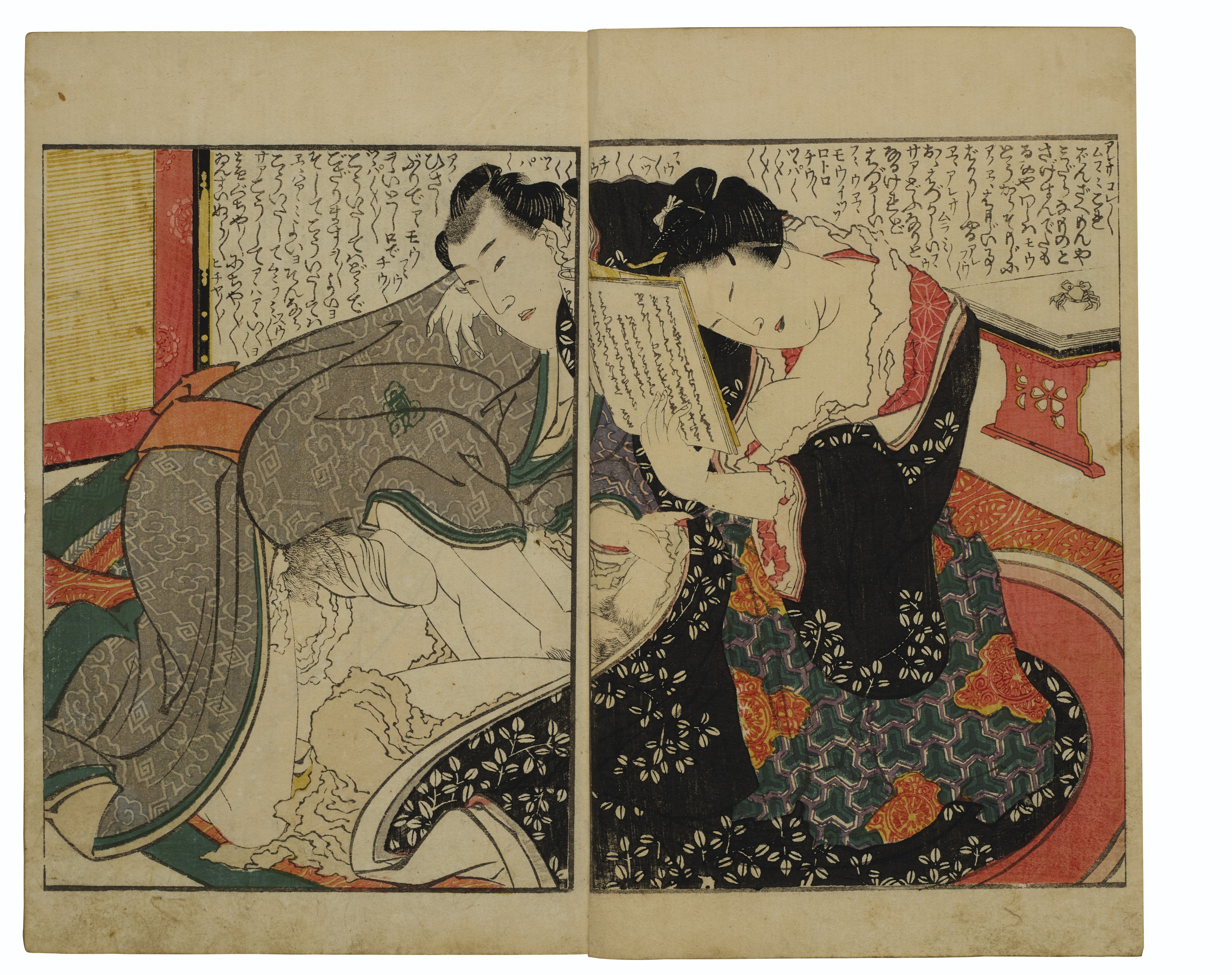
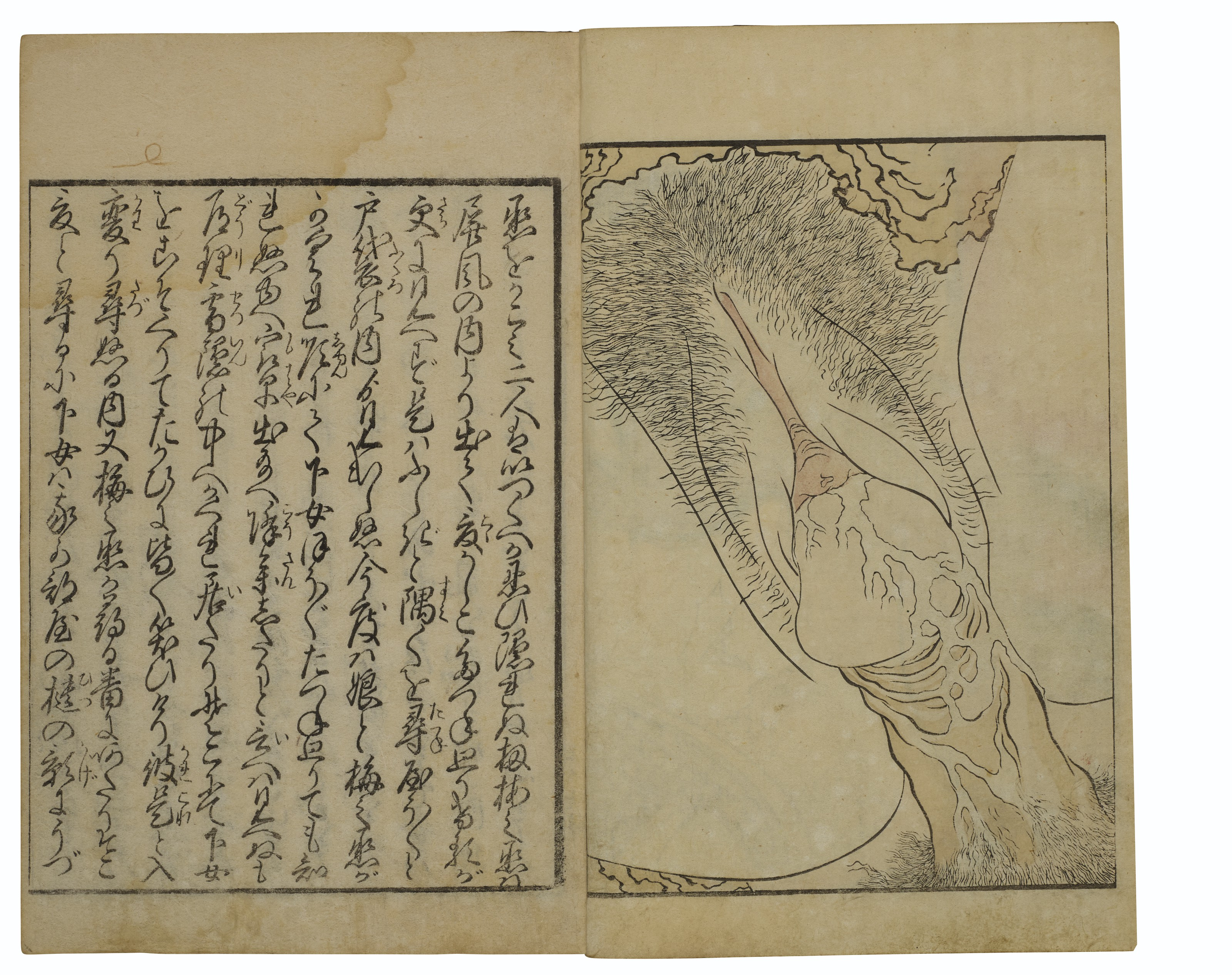
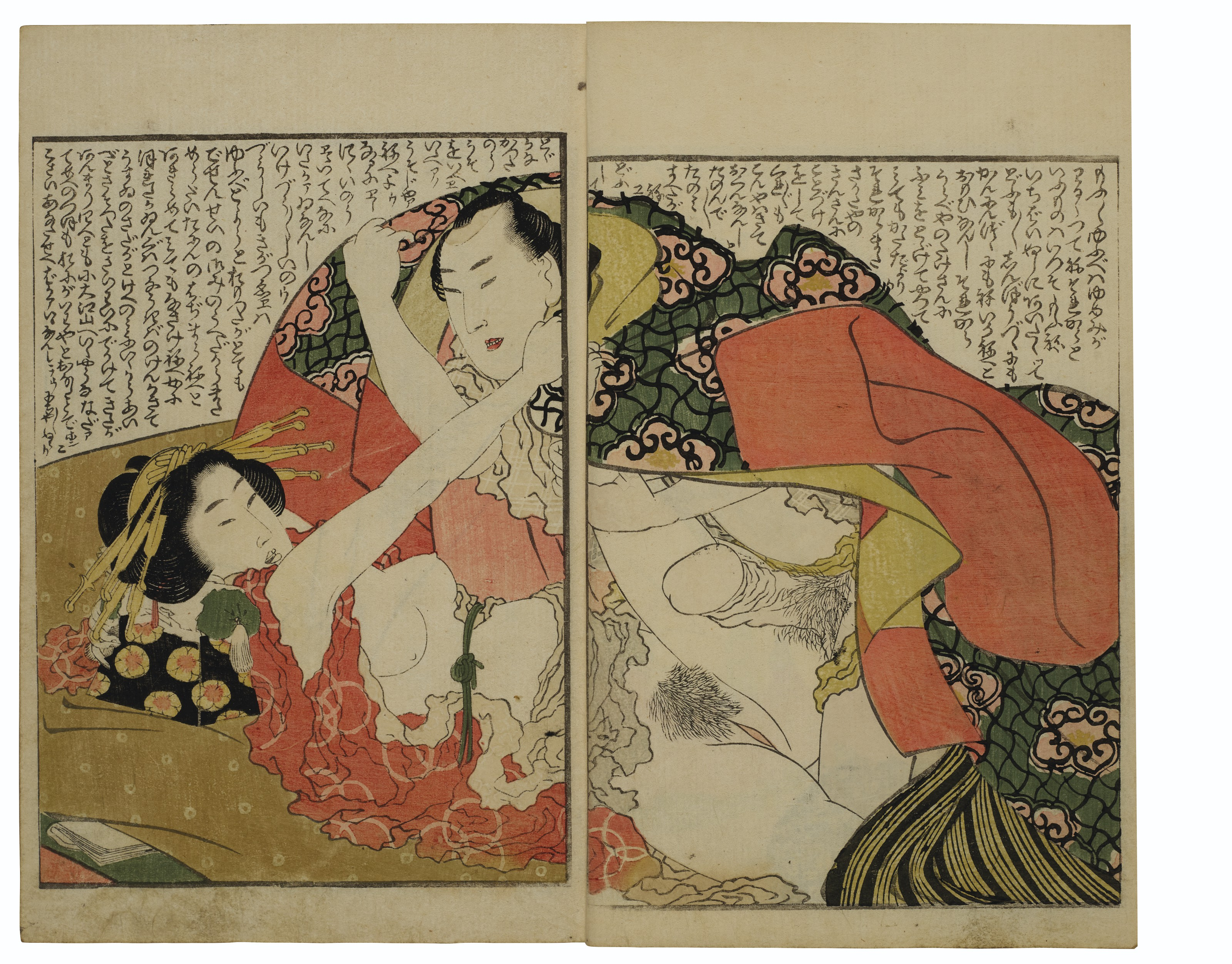
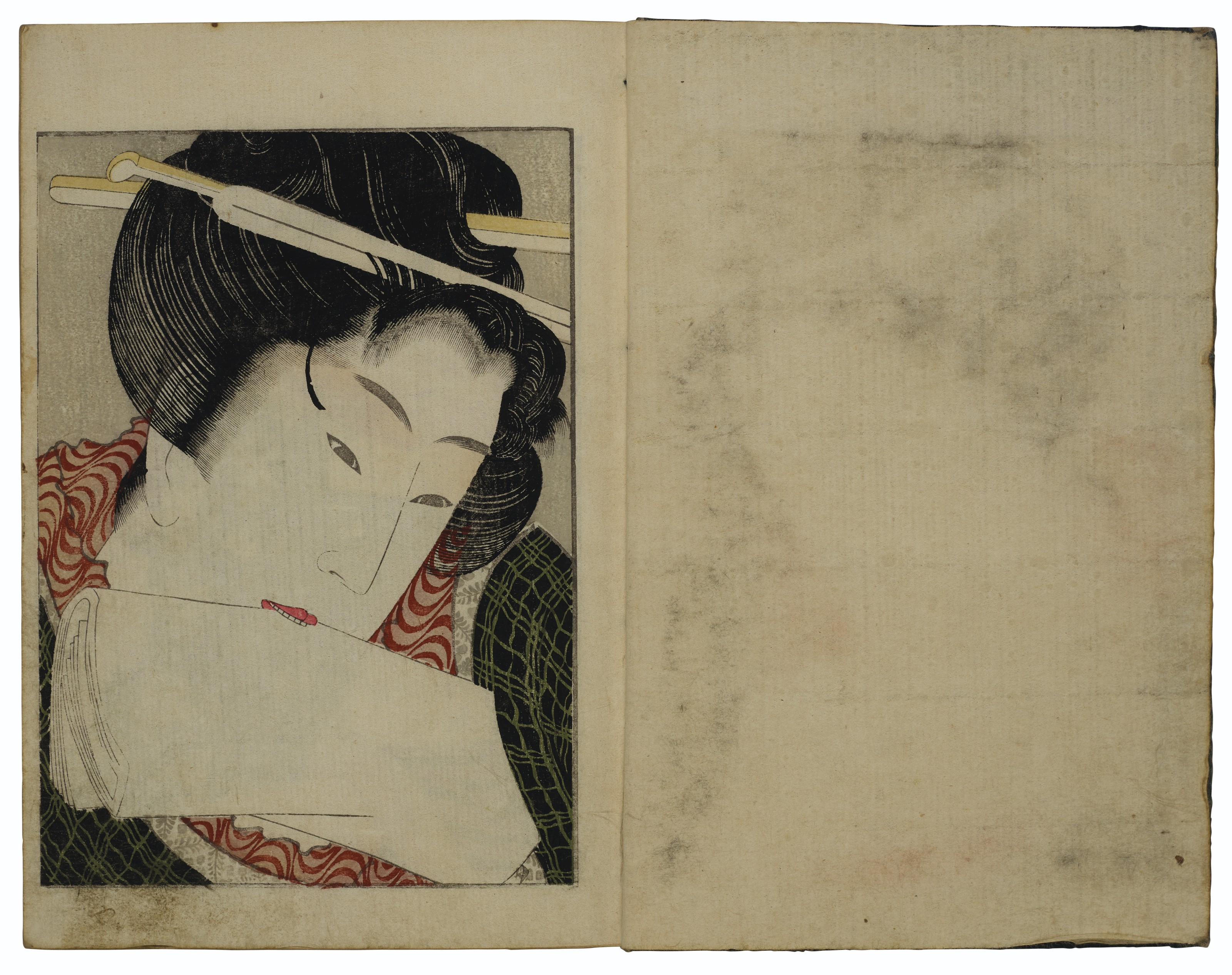
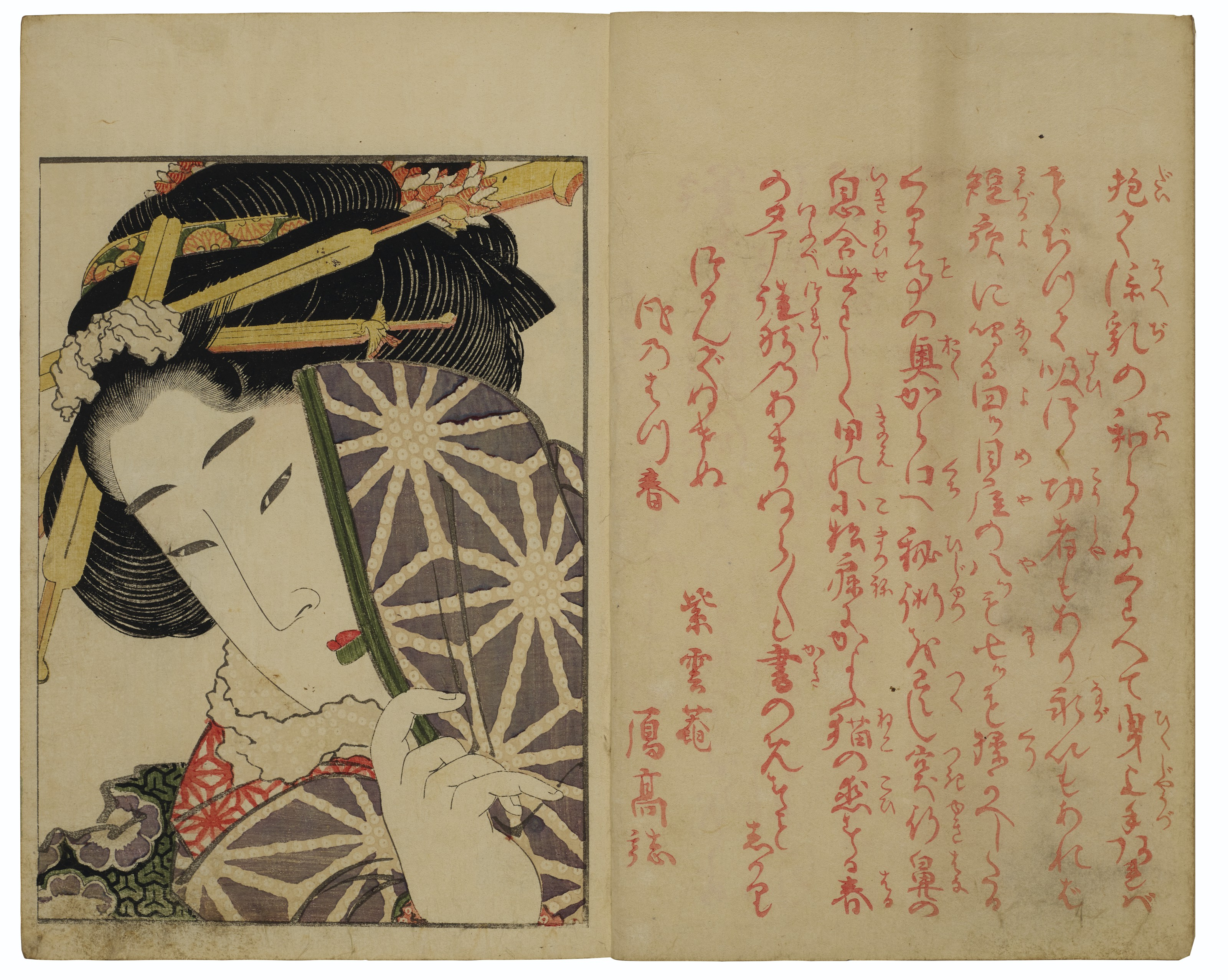
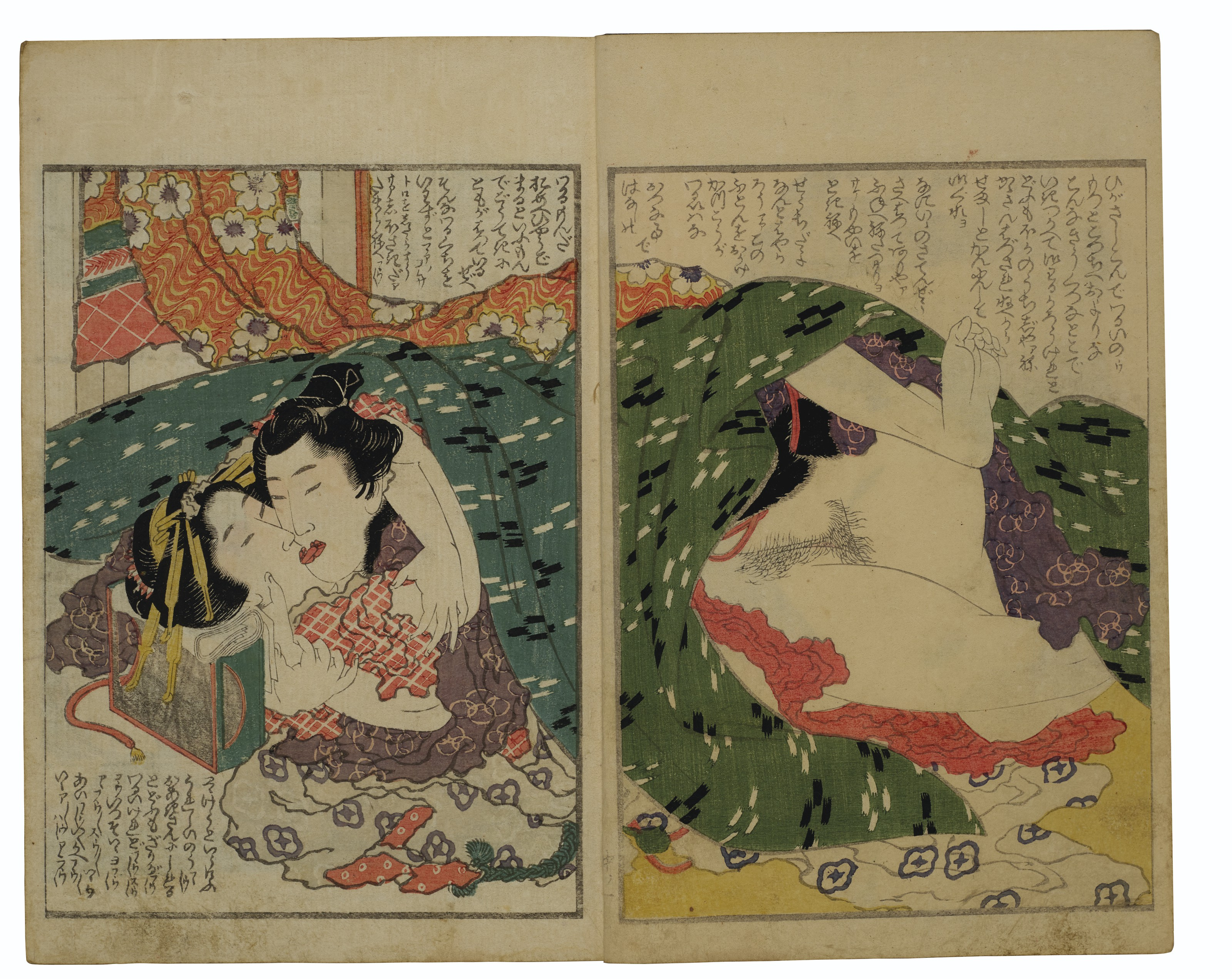
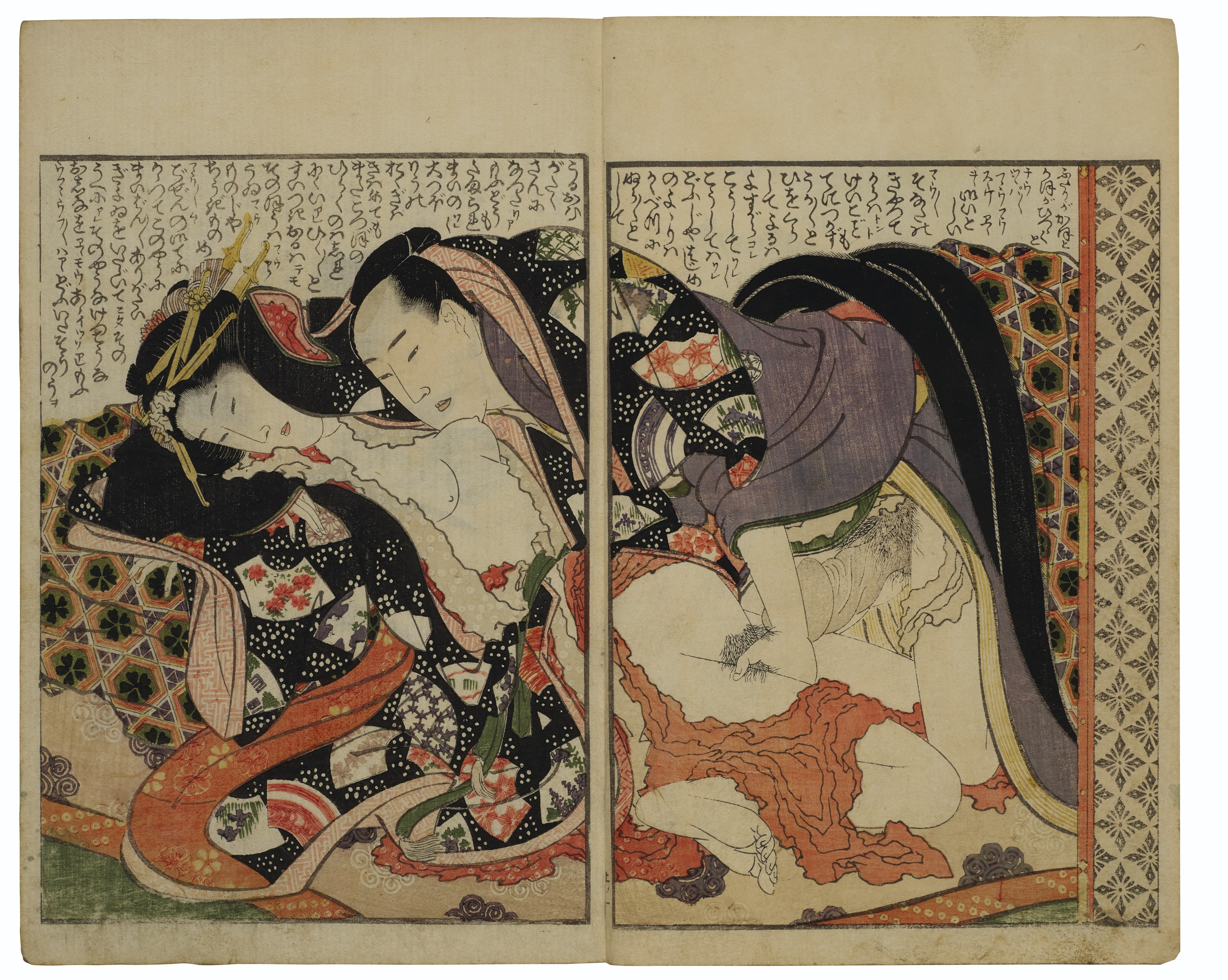
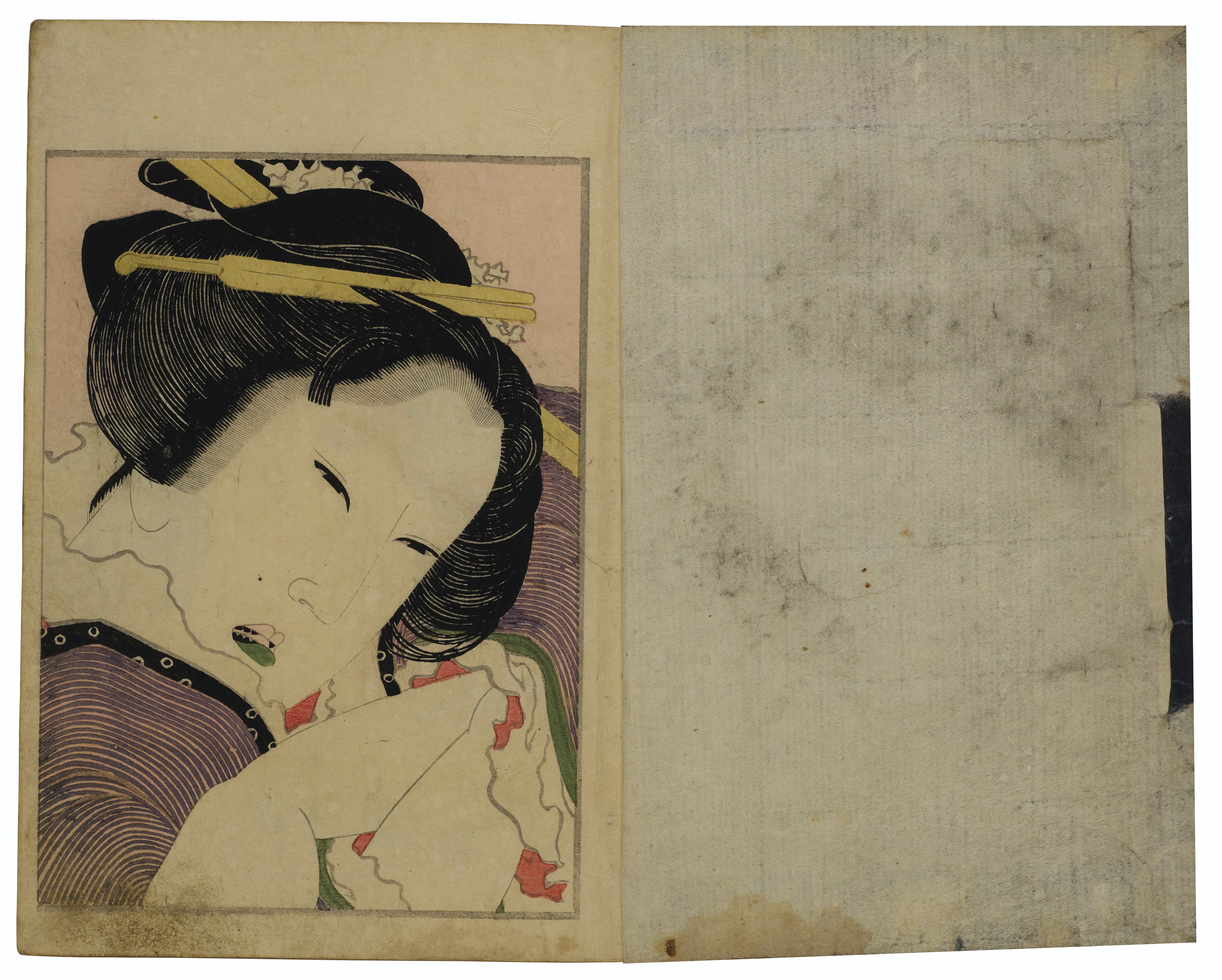
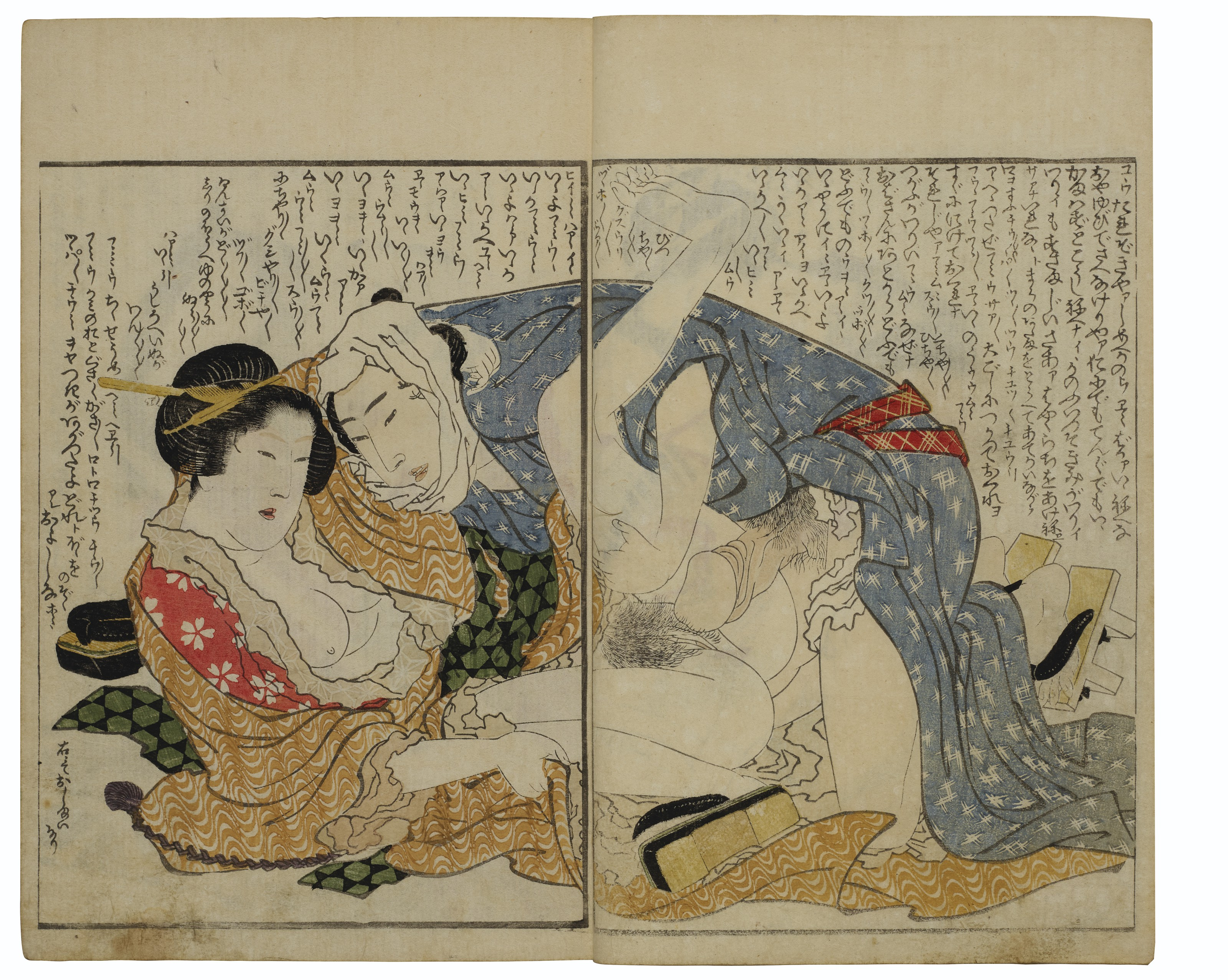
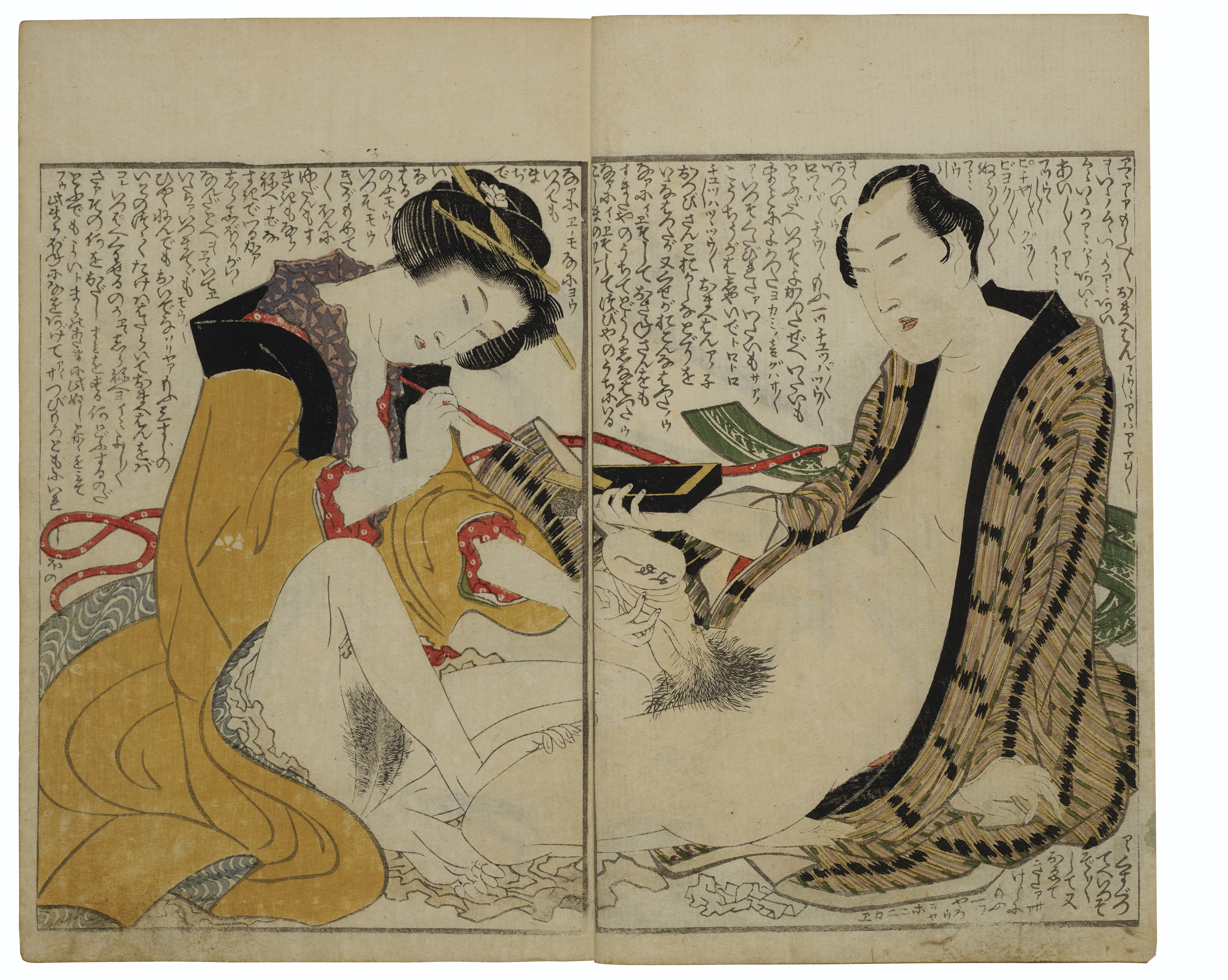